# Idekel Domínguez
Idekel Domínguez Rodríguez (Coyoacán, Ciudad de México, 2 de junio de 2000) es un futbolista Mexicano. Juega como lateral izquierdo y su club actual es el Tepatitlán F.C. de la Liga de Expansión MX.

## Trayectoria
Canterano de la UNAM, debutó en Universidad Nacional primero en Copa MX el 21 de febrero de 2018 ante Lobos BUAP, en Primera División lo hizo hasta el 3 de febrero de 2019 ante Rayados de Monterrey. 

## Estadísticas

### Clubes
Actualizado al último partido jugado el 12 de septiembre de 2022.
| UNAM · México                       |               |               |    |    |    |   |   |    |    |   |
| 1ª                                  | 2017-18       | 0             | 0  | 2  | 0  | - | - | 2  | 0  |   |
| 1ª                                  | 2018-19       | 8             | 0  | 9  | 0  | - | - | 17 | 0  |   |
| 1ª                                  | 2019-20       | 1             | 0  | 4  | 0  | - | - | 5  | 0  |   |
| Total club                          | Total club    | 9             | 0  | 15 | 0  | 0 | 0 | 24 | 0  |   |
| C. Necaxa · México                  |               |               |    |    |    |   |   |    |    |   |
| 1ª                                  | 2020-21       | 30            | 0  | -  | -  | - | - | 30 | 0  |   |
| 1ª                                  | 2021-22       | 18            | 0  | -  | -  | - | - | 18 | 0  |   |
| Total club                          | Total club    | 48            | 0  | 0  | 0  | 0 | 0 | 48 | 0  |   |
| Atlas F. C. · México                |               |               |    |    |    |   |   |    |    |   |
| 1ª                                  | 2022-23       | 1             | 0  | -  | -  | - | - | 1  | 0  |   |
| 1ª                                  | 2023-24       | 0             | 0  | -  | -  | - | - | 0  | 0  |   |
| Total club                          | Total club    | 1             | 0  | 0  | 0  | 0 | 0 | 1  | 0  |   |
| Total carrera                       | Total carrera | Total carrera | 58 | 0  | 15 | 0 | 0 | 0  | 73 | 0 |
| (1)Incluye datos de la Copa México. |               |               |    |    |    |   |   |    |    |   |